# Rinaldo Olivazzo
Rinaldo Olivazzo (Novi Ligure, 3 marzo 1904 – Novi Ligure, 14 febbraio 1970) è stato un calciatore italiano, di ruolo difensore.

## Carriera
Con la Novese vince il titolo di campione d'Italia nel campionato di Prima Categoria 1921-1922 organizzato dalla F.I.G.C.; in seguito disputa 27 gare nei campionati di Prima Divisione 1922-1923 e Prima Divisione 1923-1924.
Nella stagione 1927-1928 milita in massima serie nell'Alessandria.

## Palmarès

### Club

#### Competizioni nazionali
- Campionato italiano: 1

Novese: 1921-1922